# Stele di Ankh-ef-en-Khonsu

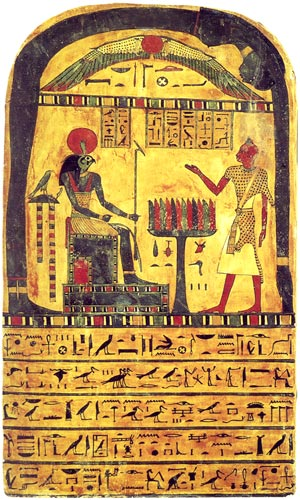
Stele Cairo A 9422 (Bulaq 666), che mostra Nut, Behdety sotto forma di disco solare alato, Ra-Harakhti seduto sul suo trono e il proprietario della stele, Ankh-ef-en-Khonsu

La stele di Ankh-ef-en-Khonsu (nota anche come stele della Rivelazione) è una stele lignea dipinta scoperta nel 1858 da François Auguste Ferdinand Mariette presso il tempio funerario di Hatshepsut a Deir el-Bahari.
Essa fu inizialmente preparata per il sacerdote di Montu Ankh-ef-en-Khonsu e fu scoperta vicino alla sua sepoltura costituita da due sarcofagi e due bare interne antropomorfiche.
La stele data a circa il 680/70 a.C., tra il periodo finale della XXV dinastia e il principio di quello della XXVI dinastia.
All'inizio era collocata nell'ex museo Bulaq, al numero di inventario 666 e, attorno al 1902, fu trasferita al nuovo Museo Egizio del Cairo, appena aperto, (numero d'inventario A 9422; Temporary Register Number 25/12/24/11), dove è ancor oggi custodita.

## Descrizione
La stele è realizzata in legno ed è ricoperta da uno strato di gesso in seguito dipinto. Misura 51,5 cm in altezza per 31 cm in larghezza.
Di fronte a Ankh-ef-en-Khonsu è presente un sacerdote di Montu mentre presenta offerte al dio dalla testa di falco Ra-Harakhti ("Ra-Horus dei Due Orizzonti"), una forma sincronica degli dei Ra e Horus, che siede su un trono.
Il simbolo dell'ovest, il luogo dei morti, è visibile dietro a Ra-Harakhty.
Sopra le figure, si trova una raffigurazione di Nut, la dea del cielo che si allunga da orizzonte a orizzonte. Subito sotto di lei, si trova il Disco Solare alato, Horus di Behdet.
La stele è anche nota come "stele della Rivelazione" ed è un elemento centrale della filosofia religiosa Thelema fondata da Aleister Crowley.

## Origini
La stele è un esempio abbastanza tipico di stele votiva della fine del Terzo periodo intermedio tebano, databile tra la fine della XXV dinastia e l'inizio della XXVI dinastia.
Fu scoperta nel 1854 come parte di un'ampia sepoltura dei sacerdoti di Montu presso Deir el-Bahari e comprendeva il sarcofago del dedicante, Ankh-ef-en-Khonsu.

## Testo
La stele è dipinta su entrambe le facce con testi in egiziano antico, alcuni dei quali sono estratti dal Capitolo 91 del Libro dei morti egiziano, mentre il retro della stele riporta undici linee di testo tratti dai capitoli 30 e 2.
Si riporta la traduzione del testo. I dizionari utilizzati sono: "A concise dictionary to middle Egyptian" di Raymond o'Faulkner ed il dizionario compilato secondo l'ordine del codice Gardiner da Mark Vygus.

### Fronte

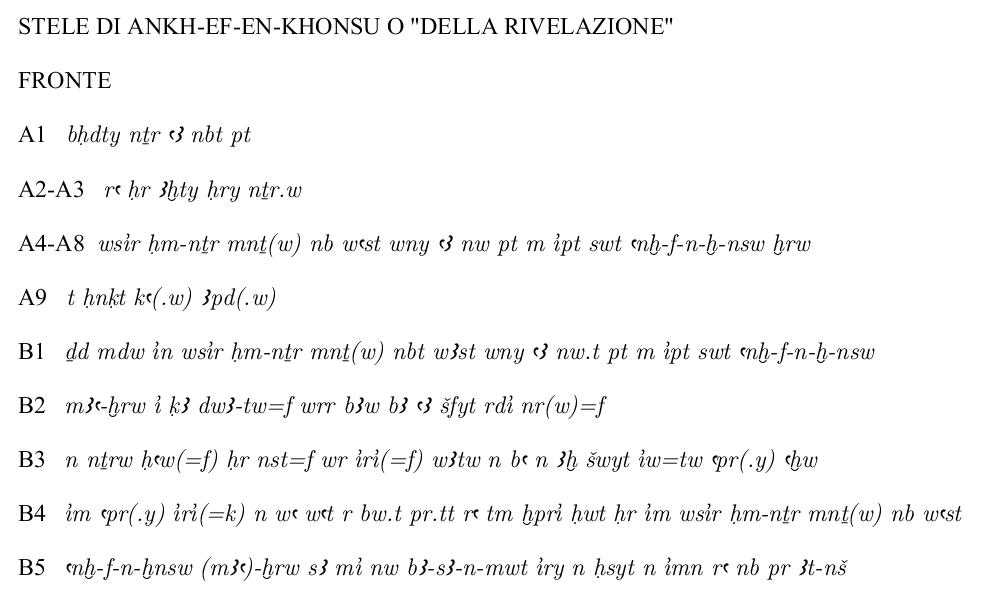
traslitterazione del fronte della stele.

[A1] Sotto al Disco Solare Alato: (Quello di) Behdet, il grande dio, signore del cielo
[A2–A3] Sopra a Ra-Harakhty: Ra-Harakhty ["Ra-Horus dei due orizzonti"], capo degli dei
[A4–A8] Sopra a Ankh-ef-en-Khonsu: L'Osiride, il sacerdote di Montu, signore di Waset, colui che apre le ante della porta celeste a Karnak, Ankh-ef-en-Khonsu, (vero nel) parlare
[A9] Sotto alla tavola delle offerte: pani e birre, bovini e polli [tutte abbreviazioni di articoli spesso offerti ai defunti tramite le formule funerarie]
[B1–B5] Testo principale:
[B1] Parole pronunciate dall'Osiride [cioè: il defunto], sacerdote di Montu, signore di Waset, colui che apre le ante della porta celeste a Karnak, Ankh-ef-en-Khonsu,

[B2] vero nel parlare: "O Sublime! sia egli pregato, Grande nelle Manifestazioni, il grande e prestigioso Ba che dà timore [lett. "dà lui timore"]

[B3] agli dèi e (che) appare in gloria sul suo grande trono, prepara il percorso di Ba, Akh e Sheut, poiché tu sei attrezzato e risplendi

[B4]in quanto tale [lett."come uno attrezzato"]. Prepara per me il percorso per il luogo in cui si trovano Ra, Atum, Khepri, e Hathor." L'Osiride, sacerdote di Montu, signore di Waset,

[B5] Ankh-ef-en-Khonsu, (giusto di) voce, figlio del di pari grado [lett. "figlio dell'uguale"] Ba-Sa-en-Mut defunto, procreato dalla cantante di Amon Ra, signora della casa, Ta-Nesh.

### Retro

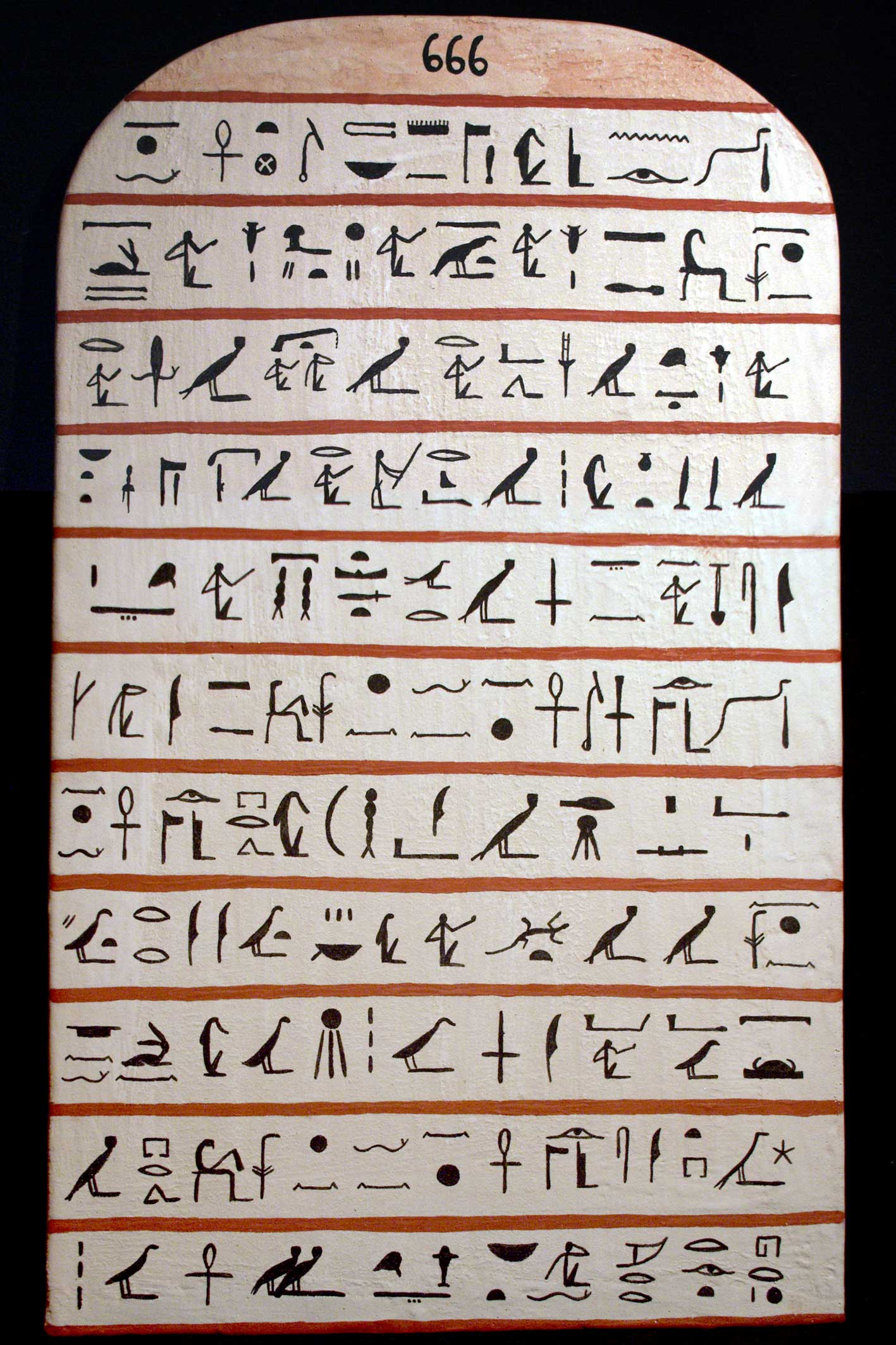
Replica della faccia posteriore della stele Cairo A 9422

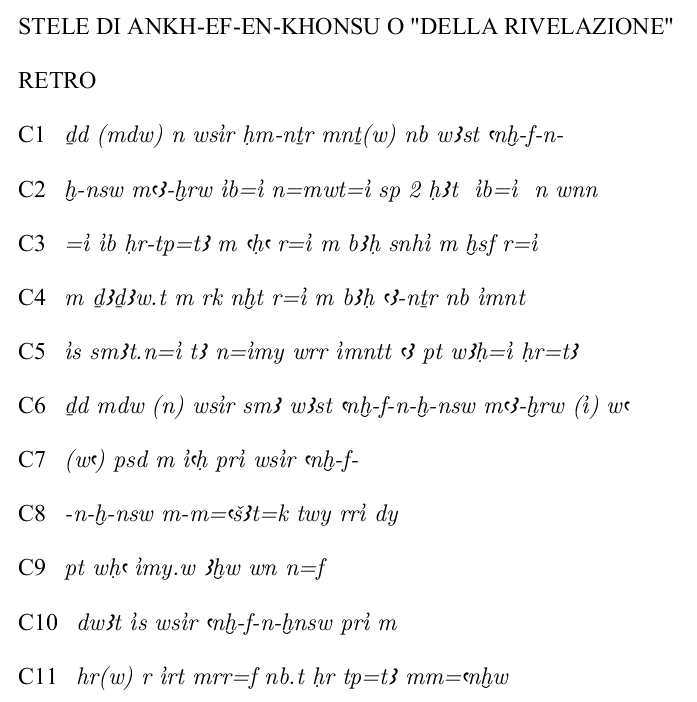
Traslitterazione del retro della stele.

[C1] Parole pronunciate dall'Osiride (cioè: il defunto), sacerdote di Montu, signore di Waset, Ankh-ef-en-
[C2] Khonsu, giustificato: "(O) mio cuore di mia madre", per due volte. "(O) mio cuore mentre esistevo,

[C3] cuore, sulla terra, non starmi contro formalmente (=testimoniare contro di me), non menzionare castigo contro di me

[C4] presso i magistrati, non opporti forte a me che sono in presenza del grande dio, signore dell'occidente.

[C5] Dopotutto io sono unito alla terra da colui che è nell'occidente del grande cielo. Io sono steso sulla terra."

[C6] Parole pronunciate dall'Osiride, lo stolista di Waset, Ankh-ef-en-Khonsu, vero nel parlare: "O (tu che sei) unico

[C7] [unico], risplendi come la luna, va', Osiride, Ankh-ef-

[C8] en-Khonsu, va dinanzi alla tua moltitudine, oh tu che sei

[C9] in cielo, ritorna da quelli che si trovano nella luce del giorno." È aperta da Lui

[C10] la Duat infatti per l'Osiride, Ankh-ef-en-Khonsu, che proceda nel

[C11] giorno per fare ogni cosa che amò sulla terra, tra i viventi.

## Interpretazione della stele da parte di Aleister Crowley e Thelema
La denominazione di questa stele come stele della rivelazione fu data nell'aprile 1904 dall'occultista Aleister Crowley, in relazione al suo Book of the Law.
Secondo Aleister Crowley, sua moglie Rose aveva già riportato una rivelazione del dio Horus, attraverso il suo messaggero Aiwass.
La coppia si recò al Museo Egizio aperto da poco (dove la stele era stata trasferita), per vedere se potevano riconoscere Horus il lunedì 21 marzo 1904.
Rose riconobbe un'immagine del dio su questa stele dipinta, che all'epoca recava il numero di catalogo 666, un numero che deteneva un significato religioso in Thelema.
Sempre secondo Crowley, la stele illustra le tre divinità principali di Thelema: Nuit (l'egiziana Nut), Hadit (l'egiziano Behdety) e Ra-Hoor-Khuit (l'egiziano Ra-Harakhty ["Ra-Horus dei Due Orizzonti"]).
Crowley afferma che egli cenò con l'egittologo Émile Charles Albert Brugsch bey, curatore del Bulaq Museum per discutere della stele in suo possesso e per disporne l'esecuzione di una copia.
Crowley riporta che l'assistente curatore francese di Brugsch tradusse il testo geroglifico della stele.
Nel 1912 una seconda traduzione fu successivamente eseguita per Crowley da Alan Gardiner e Battiscombe Gunn.